# Maison Kreplin
La maison Kreplin (en anglais : Kreplin House ; en allemand : Kreplin-Haus) se trouve à Lüderitz, dans la région du ǁKaras en Namibie. Elle est protégée au titre de Monument national depuis le 15 juin 1983.
Cette maison d'habitation à deux étages est construite en 1909 pour Emil Kreplin, l'administrateur du réseau ferroviaire de Lüderitz et le premier maire de la ville. Elle est conçue par l'architecte Friedrich Kramer et bâtie par l'entreprise FH Schmidt sur des fondations en granite.